# Krpeľany (vodní nádrž)
Vodní nádrž Krpeľany je vodní nádrž na řece Váh, pod jeho soutokem s řekou Oravou, u obce Krpeľany. Je součástí systému přehrad Vážské kaskády. Byla vybudována v letech 1952-1957. Před nádrží (proti směru toku) se Váh klikatí a vytváří Kraľovanský meandr. Na březích vodní nádrže u obce Šútovo se nachází přírodní památka Šútovská epigenéza. Z hráze vodní nádrže vede Krpelianský derivačný kanál.

## Elektrárna
Součástí nádrže je i vodní elektrárna, která byla uvedena do provozu v roce 1957. Elektrárna má nainstalovány Kaplanovy turbíny s výkonem 24,75 MW. Průměrně vyrobí 59,4 GWh ročně. Vzdutí vody řeky Váh dosahuje výšky přibližně 10 m, na hodnotu 422,2 - 425,7 m n. m., čímž vzniká nádrž o objemu přibližně 8,3 mil. m³ se zatopenou plochou 1,26 km². Výstavba si vyžádala 1,6 milionu m³ výkopů a 1,3 mil. m³ násypů. Při výstavbě bylo použito 160 tis. m³ betonu.